# Спомен-чесма у Барошевцу
Спомен-чесма у Барошевцу подигнута је у спомен изгинулим ратницима ратова 1912—1918. из тадашње општине барошевачке, као захвалност потомства, а уједно да се чиста и здрава вода користи за потребе грађана.
Спомен-чесма је подигнута на молбу једне групе грађана општине барошевачке, а по предлогу Војислава Николића, инжењера при техничком одељку начелства среза врачарског у Београду. Краљевска банка и управа дунавске бановине у Новом Саду одобрила је кредит од 40.000 динара у новембру 1936. године да се спроведе изворска вода звана „Гвоздена вода” из брда у црквену порту и у порти подигне спомен-чесма.
Тако је у пролеће 1937. године са ових 40.000 динара урађен базен од 2.000 литара у брду код извора „Гвоздене воде” и доведена вода до спомен-чесме у дужини од 600 метара, а радном снагом, кулуком, коју је дала општина, и то је завршено за 2 месеца. Када је чесма завршена, одбор за подизање ове спомен-чесме скупио је од грађана прилог у укупном износу од 5.000 динара и за тај новац купљене су мермерне плоче на којима су златним словима уклесана имена свих изгинулих ратника из ове општине. Убрзо је дошла комисија, прегледала радове и пустила точење воде у употребу јер је тада било све у реду.
И све је било у реду док није пала прва обилнија киша, а онда је кроз зидове рђаво урађеног резервоара продрла кишница, нанела муљ и замутила здраву „Гвоздену воду” на спомен-чесми у порти. 